# Sjurjuk
Sjurjuk, ukrajinsky Сюрюк, maďarsky Szurjuk, je ves v Horinčovském jednotném územním společenství, v okrese Chust, v Zakarpatské oblasti Ukrajiny.  V roce 2001 zde žilo 372 obyvatel, většinou ukrajinské národnosti.